# Okuširitó
Okuširitó (japonsky: 奥尻島) je malý japonský ostrov ležící západně od ostrova Hokkaidó. Okuširitó je součástí podprefektury Hijama.
Město Okuširi pokrývá prakticky celou rozlohu ostrova.
V roce 2004 měl ostrov 3 855 obyvatel. Rozloha města a zároveň ostrova je 142,98 km².
V roce 1993 byl ostrov zasažen devastující tsunami, která byla důsledkem zemětřesení o síle 7,8 stupně Richterovy škály, jež proběhlo 12. července. Vlna tsunami, která udeřila pouhých pět minut po zemětřesení, zabila 202 lidí a stovky dalších zranila.